# Piper philodendroides
Piper philodendroides är en pepparväxtart som beskrevs av Standley & Steyerm.. Piper philodendroides ingår i släktet Piper och familjen pepparväxter. Inga underarter finns listade i Catalogue of Life.